# پروانه محمدتقی‌پور طهرانی
پروانه محمدتقی‌پور طهرانی، (زاده ۱۳۵۹، تهران)، مربی و داور درجه یک بین‌المللی تکواندو و نخستین زن تکواندوکار ایرانی دارای مدال در رقابت‌های بین‌المللی است.
او در بازی‌های آسیایی ۲۰۰۲ بوسان در سال ۱۳۸۱ با دریافت نشان برنز، نخستین مدال زنان ایران پس از انقلاب ۱۳۵۷ را در بازی‌های آسیایی به دست آورد.

## قهرمان اخلاق و بهترین رزمی کار زن سال
وی در سال ۱۳۸۱ قهرمان اخلاق و بهترین رزمی کار زن سال ایران شد.

## سرمربی‌گری و مربی‌گری تیم ملی تکواندو
طهرانی از سال ۱۳۸۲ تا ۱۳۹۲ در مقاطع مختلف سرمربی‌گری و مربی‌گری تیم ملی تکواندوی بانوان ایران را برعهده داشته‌است.
او از مدرسین داوری تکواندوی استان تهران است.